# Sylogismus
Sylogismus (řecky: συλλογισμός – „rozhodnutí,“ „logický důsledek“; obvykle kategorický sylogismus) je druh logického tvrzení, ve kterém je jeden z výroků (závěr) odvozen z ostatních dvou předpokladů (premis) určité formy. Aristotelés definoval sylogismus v Prvních analytikách (24b18–20). Navzdory této velmi všeobecné definici se nejprve omezil na kategorický sylogismus (a později na modální sylogismus). Sylogismus je v podstatě deduktivním zdůvodňováním, kde jsou fakta určena (determinována) kombinací existujících tvrzení na rozdíl od induktivního zdůvodňování, kde jsou fakta určována opakujícím se pozorováním.

## Základní struktura
Sylogismus (dále kategorický, pokud nebude řečeno jinak) se skládá ze tří částí: hlavní předpoklad (propositio maior, maior premise), vedlejší předpoklad (propositio minor, minor premise) a závěru. V Aristotelově pojetí každý z předpokladů je ve formě „Některá/všechna A náleží k B“, kde „Některá/všechna A“ jsou jedním výrazem a „náležející k B“ jsou jiným, nicméně moderní logici připouštějí jisté variace. Každý z těchto předpokladů má jeden výraz společný se závěrem: hlavní předpoklad je hlavní výraz (tzn. predikát) závěru; vedlejší předpoklad je vedlejším výrazem (podmětem) výsledku. Například:
Hlavní předpoklad: Všichni lidé jsou smrtelní.
Vedlejší předpoklad: Sokrates je člověk.
Závěr: Sokrates je smrtelný.
Každý z těchto tří výrazů představuje kategorii, v tomto případě „člověk“, „smrtelný“ a „Sokrates“. „Smrtelný“ je hlavním výrazem; „Sokrates“ je vedlejším výrazem. Předpoklady mají také jeden výraz společný s každým ostatním, který je známý jako společný výraz (terminus medius, middle term) – v našem příkladu to je „člověk“. Zde je hlavní předpoklad všeobecný a vedlejší předpoklad specifický, avšak nemusí tomu tak být vždy. Například:
Hlavní předpoklad: Všechny smrtelné věci zemřou.
Vedlejší předpoklad: Všichni psi jsou smrtelné věci.
Závěr: Všichni psi zemřou.
Zde je hlavním předpokladem „zemřou“, vedlejším předpokladem jsou „psi“ a společným předpokladem je „[být] smrtelnou věcí“. Oba předpoklady jsou všeobecné.
Sylogismus je možno zneužít na logický klam.

## Druhy sylogismů

Vztahy mezi čtyřmi typy výroků v logickém čtverci
(Černá pole jsou prázdná,červená pole neprázdná.)

Přestože je nekonečný počet možných sylogismů, existuje jen konečný počet jejich logicky odlišných druhů. Roztřiďme si je a očíslujme dále. Všimněte si, že sylogismus výše má abstraktní vzorec:
Hlavní předpoklad (premisa): Všechna M jsou P.
Vedlejší předpoklad: Všechna S jsou M.
Závěr (konkluze): Všechna S jsou P.
(Poznámka: M – střed (medián), S – předmět (subjekt), P – tvrzení (predikát). Dále viz podrobnější výklad.)
Předpoklady (podmínky) a závěr sylogismu může být kteréhokoli ze čtyř typů, které se značí písmenným kódem tak, že první velké písmeno slova je pro obecné a druhé pro dílčí. Význam písmen dává tabulka:
| kód | kvantifikátor | předmět (subjekt) | vazba  | tvrzení (predikát) | druh                | příklad                     |
| a   | všechna       | S                 | jsou   | P                  | univerzální pozitiv | Všichni lidé jsou smrtelní. |
| e   | Žádné         | S                 | není   | P                  | univerzální negativ | Žádní lidé nejsou dokonalí. |
| i   | Některá       | S                 | jsou   | P                  | dílčí pozitiv       | Někteří lidé jsou zdraví.   |
| o   | Některé       | S                 | nejsou | P                  | dílčí negativ       | Někteří lidé nejsou chytří. |

V analýzách nejvíce Aristoteles používá písmena A, B a C (přesněji: řecká písmena alfa, beta a gama) jako zástupce pojmů spíše, než aby uváděl konkrétní příklady, což byla tehdy novinka. Je tradicí starších formulací používat je spíše než jsou jako vazbu, tedy Všechno (veškeré) A je B spíše než Všechna A (Áčka) jsou B (Béčka). Užívají se dále znaky a, e, i, o jako vkládané operátory umožňující kategorická tvrzení zapsat zhuštěně:
| vzorec             | zkratka |
| ------------------ | ------- |
| Všechna A jsou B   | AaB     |
| Žádné A není B     | AeB     |
| Některá A jsou B   | AiB     |
| Některá A nejsou B | AoB     |

Tento dílčí sylogický vzorec má jmenné synonymum BARBARA (viz dále) a může být rozepsán (zapsán řádně) jako:
BaC, AaB → AaC.
Písmeno S je předmětem (subjektem) závěru, P je tvrzení závěru (konkluze) a M je střed (středový, ústřední pojem). Hlavní předpoklad (premisa) pojí (váže) M s P a vedlejší předpoklad spojuje M se S. Tedy střed může být buď předmětem, nebo předpokladem každé podmínky, ve které se vyskytne. Odlišná umístění hlavního, vedlejšího a středového pojmu dává další třídění sylogismů, zvané vzor (ang. figure). Se společným závěrem S-P tyto 4 vzory jsou:
|                      | vzor 1 | vzor 2 | vzor 3 | vzor 4 |
| Hlavní předpoklad:   | M–P    | P–M    | M–P    | P–M    |
| Vedlejší předpoklad: | S–M    | S–M    | M–S    | M–S    |

Sestavíme-li to všechno dohromady, získáme 256 možných druhů sylogismů (nebo 512, jestliže zaměňujeme i pořadí podmínek – ačkoliv tím nedostaneme žádný typ logicky odlišný). Každý předpoklad a závěr může být typu A, E, I nebo O a sylogismus může být tak kteréhokoli ze čtyř vzorů. Sylogismus se dá popsat uvedením písmen pro předpoklad i závěr, následně s připojením čísla vzoru. Například sylogismus BARBARA je AAA-1 neboli "A-A-A v prvním vzoru".
Převážná většina z 256 možných typů sylogismu je neplatných (závěr nevyplývá logicky z předpokladů). Následující tabulka ukazuje platné formule. Některé z nich jsou někdy považované za případy existenčního klamu, tzn. jsou neplatné pokud pojednávají o prázdných kategoriích. Tyto sporné vzorce jsou psané kurzívou.
| vzor 1   | vzor 2    | vzor 3   | vzor 4   |
| Barbara  | Cesare    | Datisi   | Calemes  |
| Celarent | Camestres | Disamis  | Dimatis  |
| Darii    | Festino   | Ferison  | Fresison |
| Ferio    | Baroco    | Bocardo  | Calemos  |
| Barbari  | Cesaro    | Felapton | Fesapo   |
| Celaront | Camestros | Darapti  | Bamalip  |

Písmena A, E, I a O se užívají již od středověké scholastiky k sestavení těchto mnemotechnických jmenných vzorců jako např. 'Barbara' místo AAA nebo 'Celarent' za EAE.
U každého předpokladu (premisy) a závěru je zkratka jako popis tvrzení. Tak např. v AAI-3 pro předpoklad "Všechny čtverce jsou pravoúhelníky" dostáváme „MaP“; symboly znamenají, že první pojem („čtverec“) je prostřední, druhý pojem („pravoúhelník“) je predikát závěru a vztah mezi pojmy je vyznačen jako „a“ (Všechna M jsou P).
Následující tabulka ukazuje všechny sylogismy, které jsou skutečně (zásadně) různé. Podobné sylogismy se shodují v typově shodných premisách (předpokladech) zapsaných různými způsoby. Například „Některá zvířata jsou mláďata“ (SiM v Darii) může být formulovaný také jako „Některá mláďata jsou zvířata“ (MiS v Datisi).
V následujících množinových Vennových grafech černá oblast vyznačuje žádný a červená alespoň jeden prvek.
| 1 | Barbara | Barbari |         |         | Darii  |         |          | Ferio    | Celaront | Celarent |           |           |        |         |
| 2 |         |         |         |         |        |         |          | Festino  | Cesaro   | Cesare   | Camestres | Camestros | Baroco |         |
| 3 |         |         |         | Darapti | Datisi | Disamis | Felapton | Ferison  |          |          |           |           |        | Bocardo |
| 4 |         |         | Bamalip |         |        | Dimatis | Fesapo   | Fresison |          |          | Calemes   | Calemos   |        |         |